# Pterospermum javanicum
Pterospermum javanicum är en malvaväxtart som beskrevs av Franz Wilhelm Junghuhn. Pterospermum javanicum ingår i släktet Pterospermum och familjen malvaväxter. Utöver nominatformen finns också underarten P. j. montanum.

## Bildgalleri

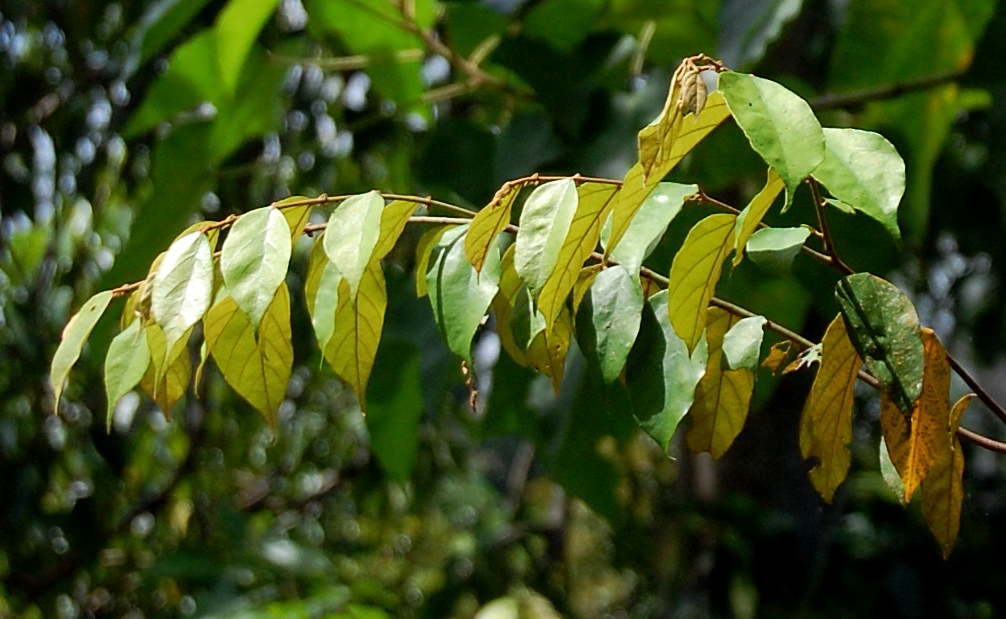
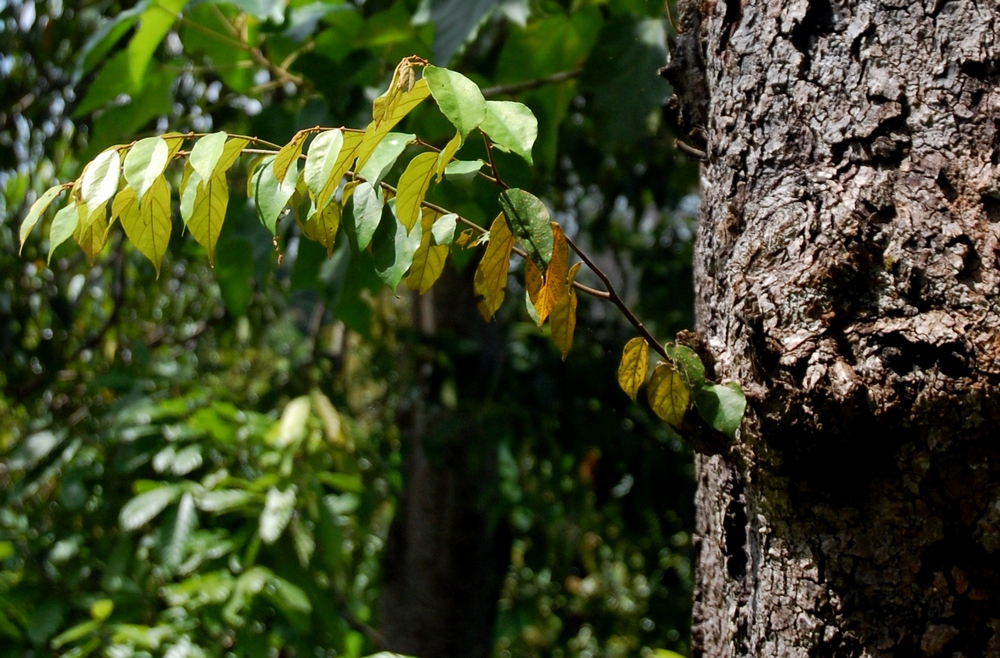
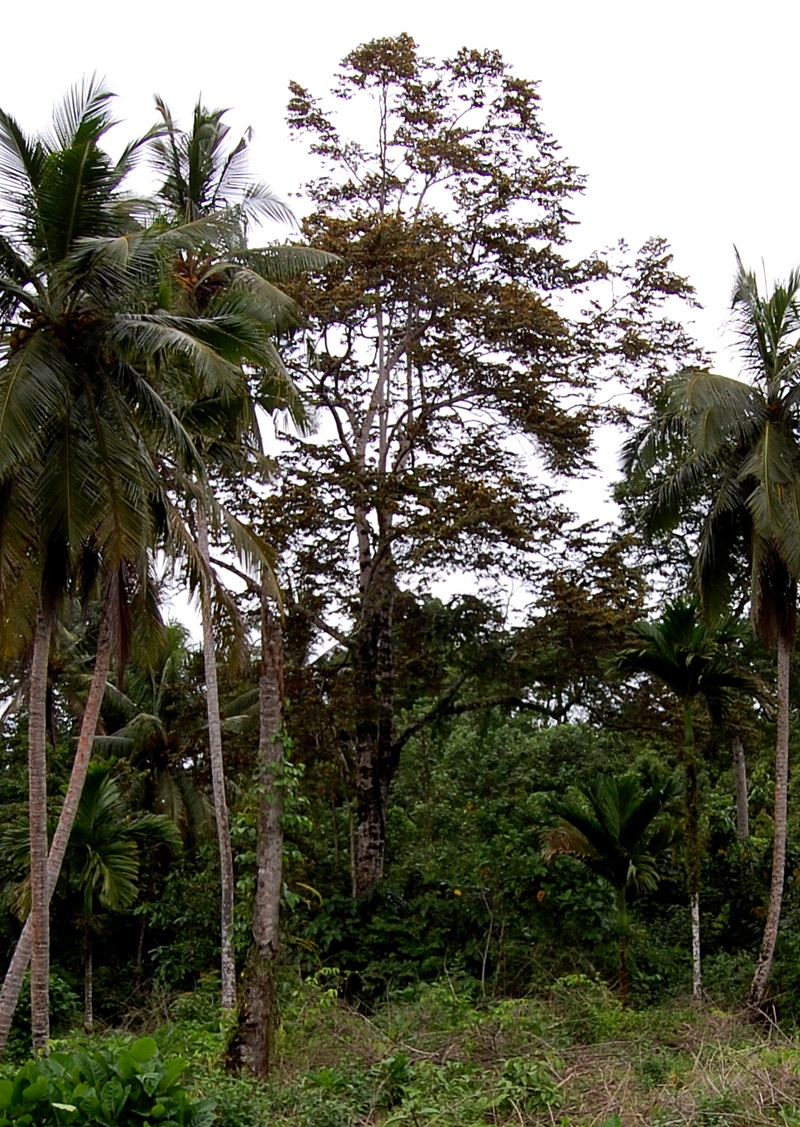
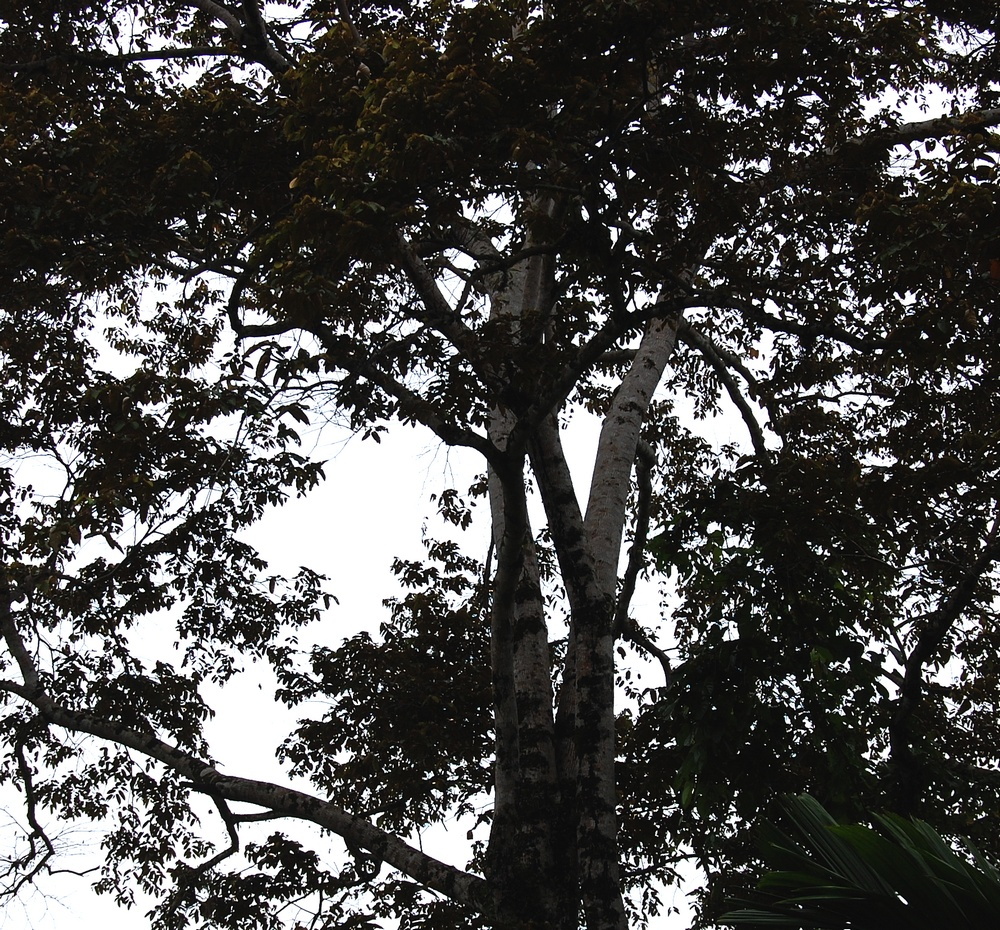